# ويليام د. براون
ويليام د. براون (بالإنجليزية: William D. Brown)‏ هو سياسي أمريكي، ولد في 1813، وتوفي في 1863.